# Meix-devant-Virton
Meix-devant-Virton é um município da Bélgica localizado no distrito de Virton, província de Luxemburgo, região da Valônia.

## Distritos
Além de Meix-devant-Virton, o município inclui os distritos de Gérouville, Robelmont, Sommethonne e Villers-la-Loue.